# 鶴宏史
鶴宏史（つる ひろふみ、1975年 - ）は日本の社会福祉学・保育学研究者。専門は障害児保育。帝塚山大学現代生活学部専任講師などを経て、武庫川女子大学文学部准教授。宮崎県出身。

## 学歴
- 1994年3月 宮崎県立都城泉ヶ丘高等学校卒業
- 1995年4月 大阪府立大学社会福祉学部入学
- 1999年3月 大阪府立大学社会福祉学部卒業
- 2001年3月 大阪府立大学大学院社会福祉学研究科社会福祉学専攻博士前期課程修了
- 2010年3月 大阪府立大学大学院人間社会学研究科社会福祉学専攻博士後期課程修了。博士（社会福祉学）[3]

## 著書
- 神戸親和女子大学発達教育学部児童教育学科（編）、2009、『ここが知りたい！実習に関する100の質問－保育所・幼稚園・施設実習読本[4]』、あいり出版 ISBN 978-4-87984-907-6
- 諏訪田克彦、鶴宏史、田中希世子（編）、2008、『みんなが主役！社会福祉援助技術現場実習 理論と実践のかけはし』、あいり出版 ISBN 978-4-901903-00-4
- 安藤忠、中新井澪子、和知富士子、鶴宏史、米倉裕希子、川原佐公、2008、『特別支援保育に向けて―社会性を育む保育その評価と支援の実際 乳幼児社会性発達のプロセススケール』、建帛社 ISBN 978-4-7679-3222-4
- 鶴宏史、2009、『保育ソーシャルワーク論 社会福祉専門職としてのアイデンティティ』、あいり出版 ISBN 978-4-901903-09-7